# Western Australian Open 1981
Il Western Australian Open 1981 è stato un torneo di tennis giocato sull'erba. Si è giocato a Perth in Australia, dal 16 al 22 novembre 1981.

## Campioni

### Singolare maschile
John Fitzgerald ha battuto in finale  Syd Ball con il punteggio di 6–2, 6–2

### Doppio maschile
Informazione non disponibile

### Singolare femminile
Amanda Tobin-Dingwall ha battuto in finale  Anne Minter con il punteggio di 6–0 6–3

### Doppio femminile
Informazione non disponibile